# Polaria
Polaria ist ein erlebnisorientiertes Museum in der nordnorwegischen Stadt Tromsø, das sich nahe dem Stadtzentrum unmittelbar am Ufer des Tromsøysundes befindet. Schwerpunkt des Erlebnis- und Informationszentrums bilden Ausstellungen, die sich mit der Polarforschung befassen. Es ist Teil einer größeren Anlage, zu der auch das benachbarte siebenstöckige Framsenteret mit dem Norwegischen Polarinstitut gehört. Betreiber des Museums ist die Stiftung Polaria (Stiftelsen Polaria). 

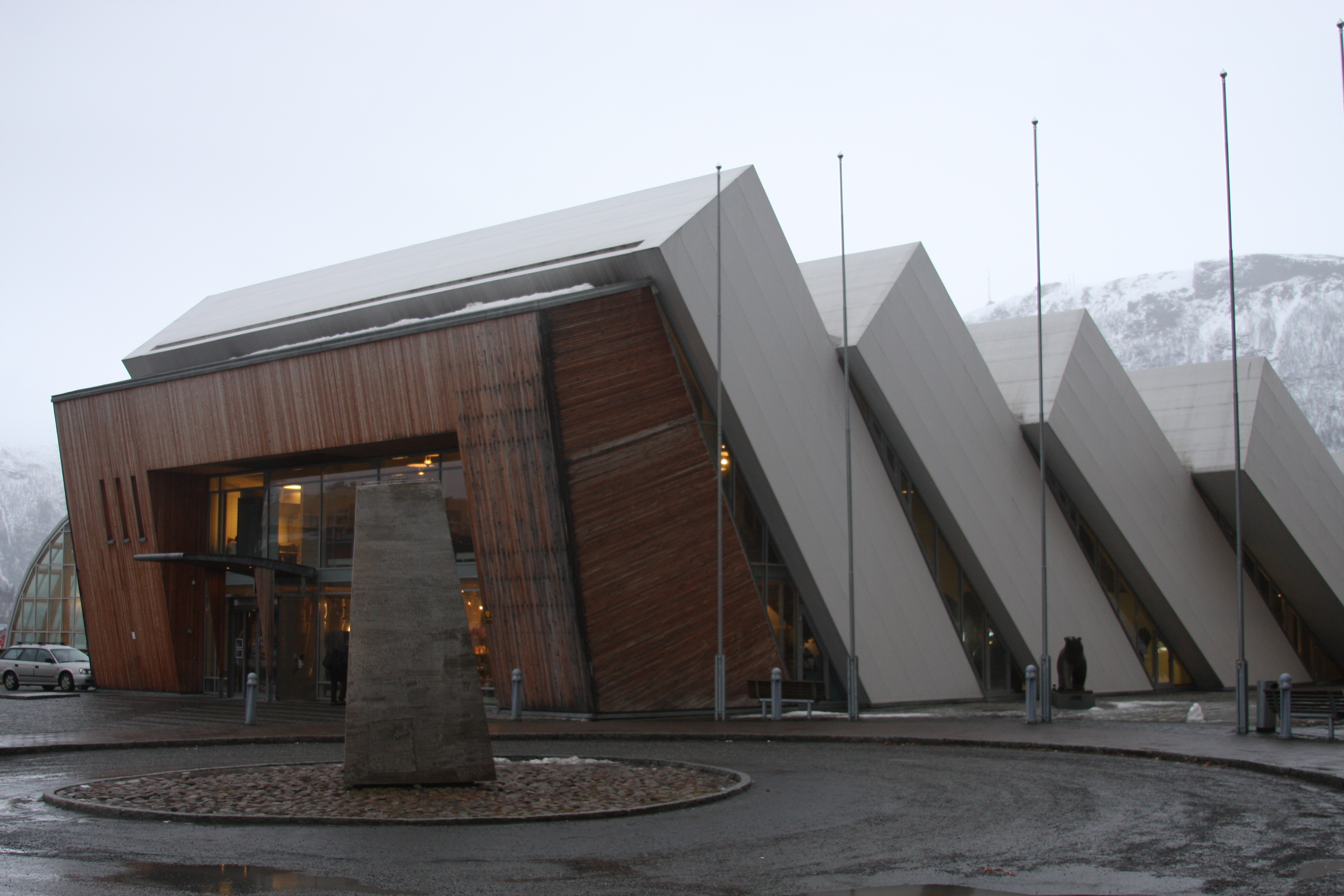
Eingangsbereich

Als nationales Informationszentrum, das auf eine Initiative des norwegischen Umweltministeriums zurückführt, vermittelt es Wissen über die Polargebiete und die Barentsregion. Zu den Attraktionen zählen mehrere Aquarien und Becken, die bekannte Fischarten aus der Barentssee und Meeressäuger wie beispielsweise Bartrobben enthalten. Des Weiteren werden in einem Panoramakino mit 175 Sitzplätzen Luftaufnahmen von der Westküste Spitzbergens und außerhalb der Hauptsaison auch Filmaufnahmen von der Antarktis gezeigt.  
Das von 1996 bis 1998 gebaute Museum ist in einer charakteristisch geformten Stahlbeton-Konstruktion untergebracht, die an fünf sich an Land schiebende Eisschollen erinnern soll. Der Eindruck einer arktischen Landschaft wird durch die Verwendung von Glas in den Zwischenräumen noch verstärkt; lediglich der Eingangsbereich im letzten Block ist mit Holz aus sibirischer Lärche verkleidet. Der Bau wurde 2003 mit dem Architekturpreis Fabci Norways Eiendomspris in der Kategorie „Spezialbauten“ ausgezeichnet.